# Kamizelka Kendricka

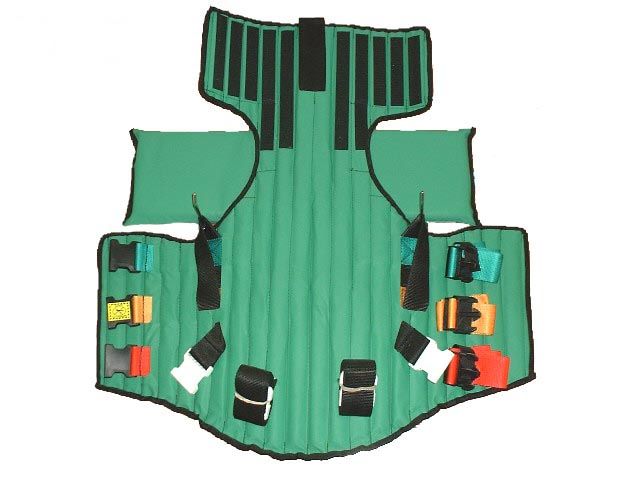
Kamizelka Kendricka - KED

Kamizelka Kendricka (KED) – specjalny rodzaj kamizelki stabilizującej rannego używanej przy podejrzeniu urazów kręgosłupa w celu zabezpieczenia poszkodowanego w trakcie transportu.